# Reg
Reg är ett distrikt i Afghanistan. Det ligger i provinsen Kandahar, i den södra delen av landet, 600 kilometer sydväst om huvudstaden Kabul.
Distriktet beräknades år 2022 ha cirka 10 000 invånare.